# Lăng Khải Định
Lăng Khải Định, còn gọi là Ứng Lăng (應陵) là lăng tẩm của Hoàng đế Khải Định (1885-1925), vị Hoàng đế thứ 12 Triều Nguyễn. Lăng tọa  lạc tại núi Châu Chữ, phường Thủy Bằng, quận Thuận Hóa, thành phố Huế. Công trình kiến trúc này nằm trong quần thể di tích cố đô Huế, di sản thế giới đã được UNESCO công nhận từ năm 1993. 

## Lịch sử xây dựng

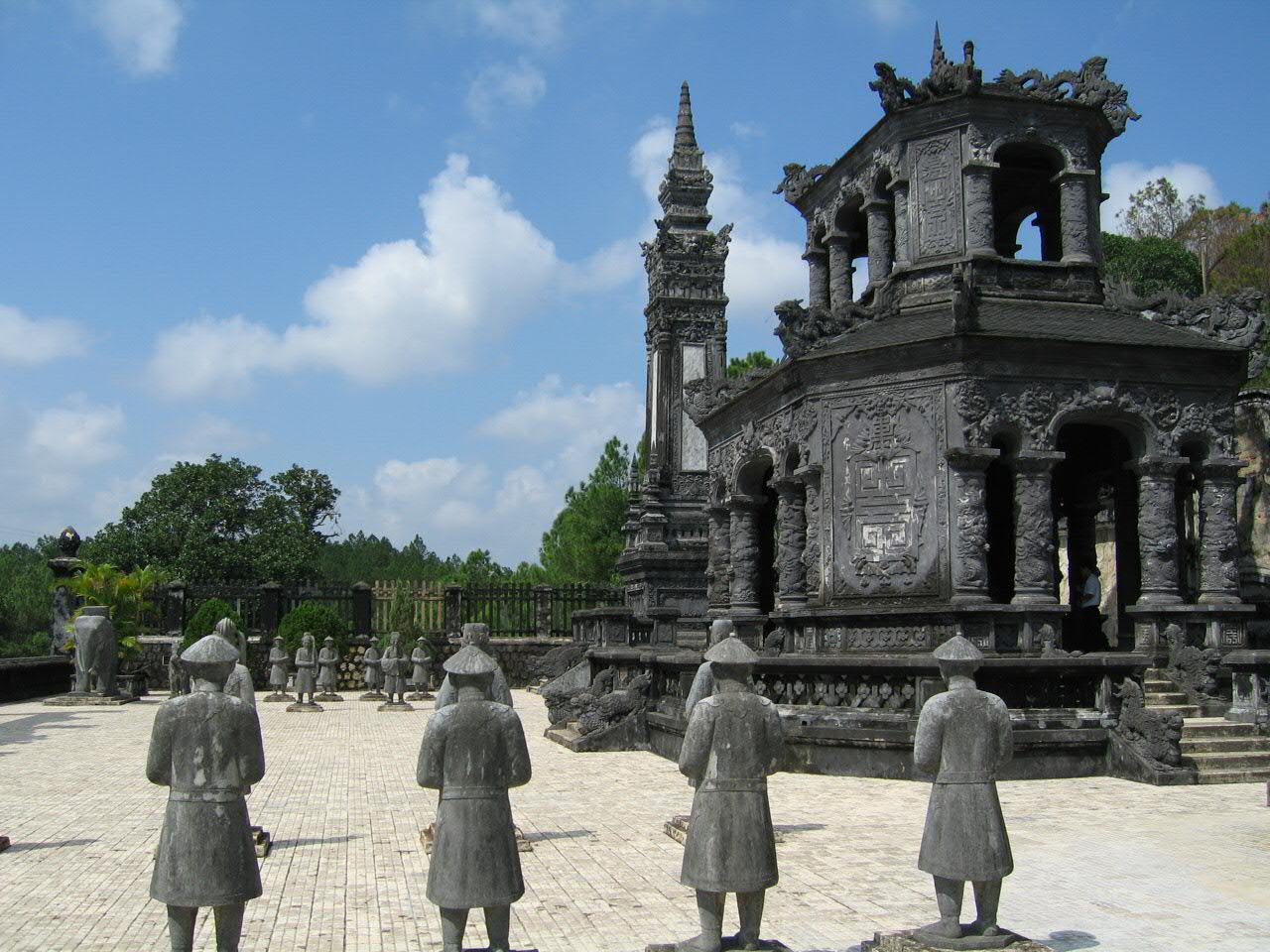
Sân Bái Đình

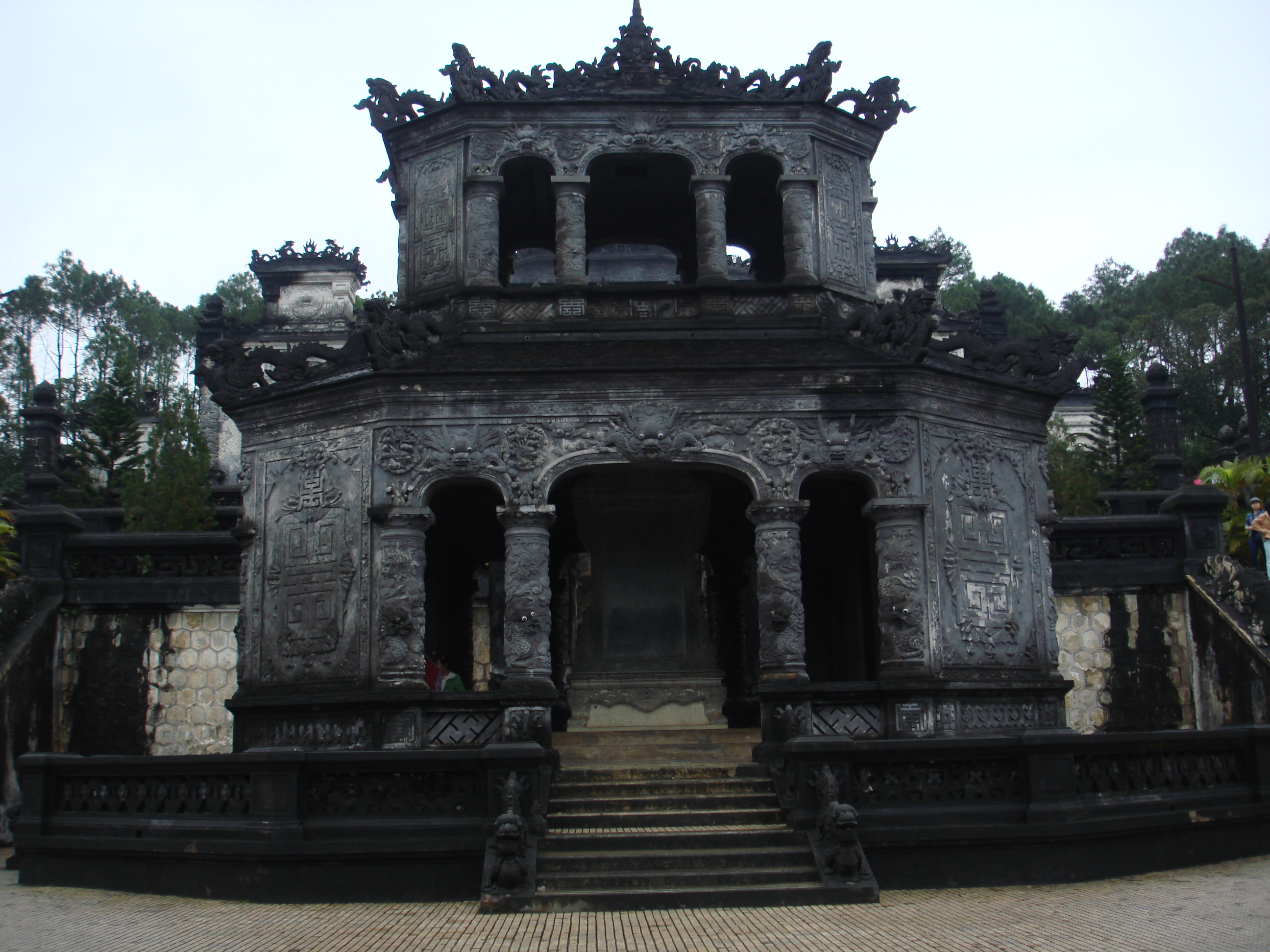
Bi Đình

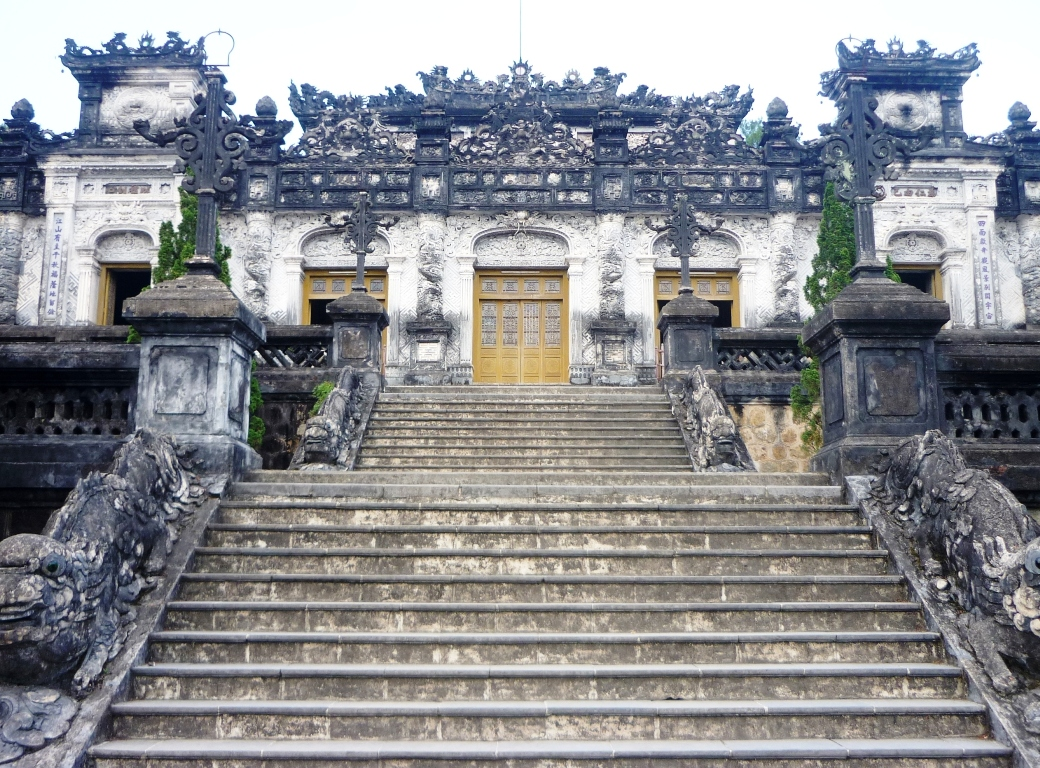
Mặt tiền điện Khải Thành

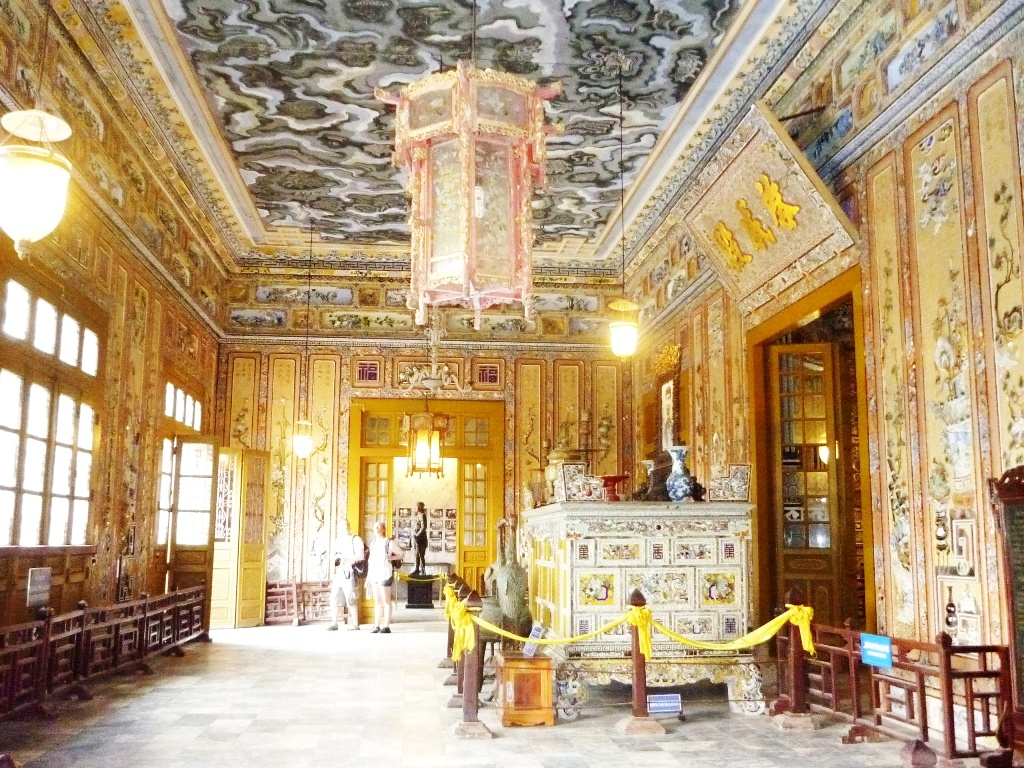
Nghệ thuật ghép sành sứ tại Khải Định lăng

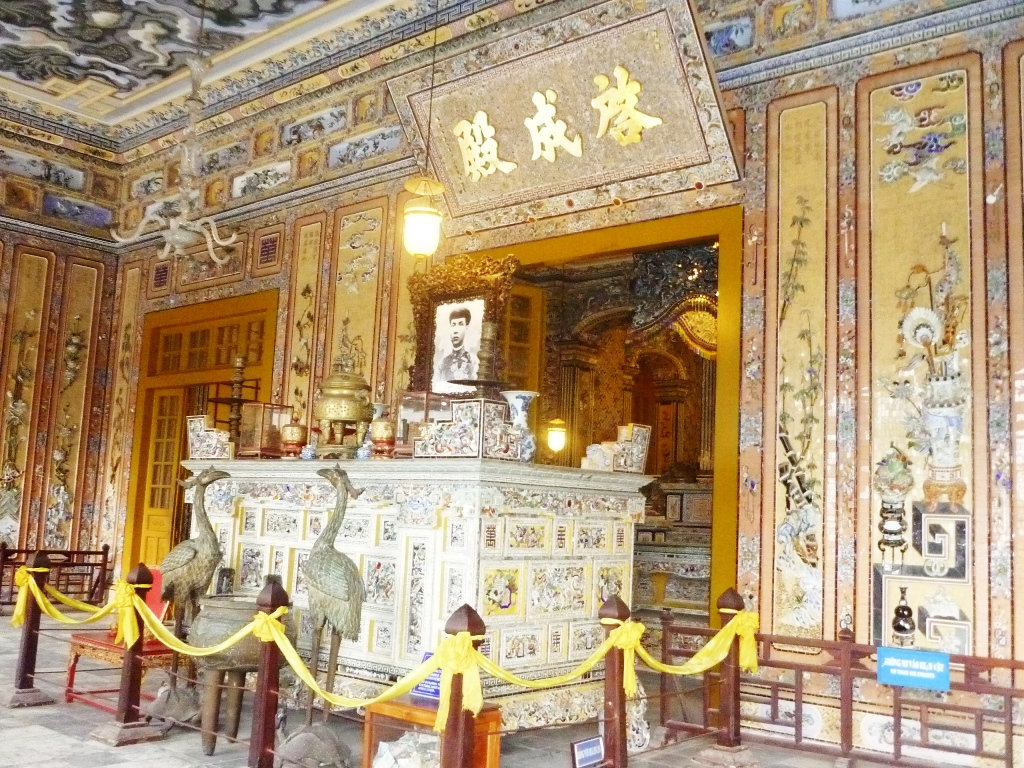
Án thờ vua Khải Định trong điện Khải Thành

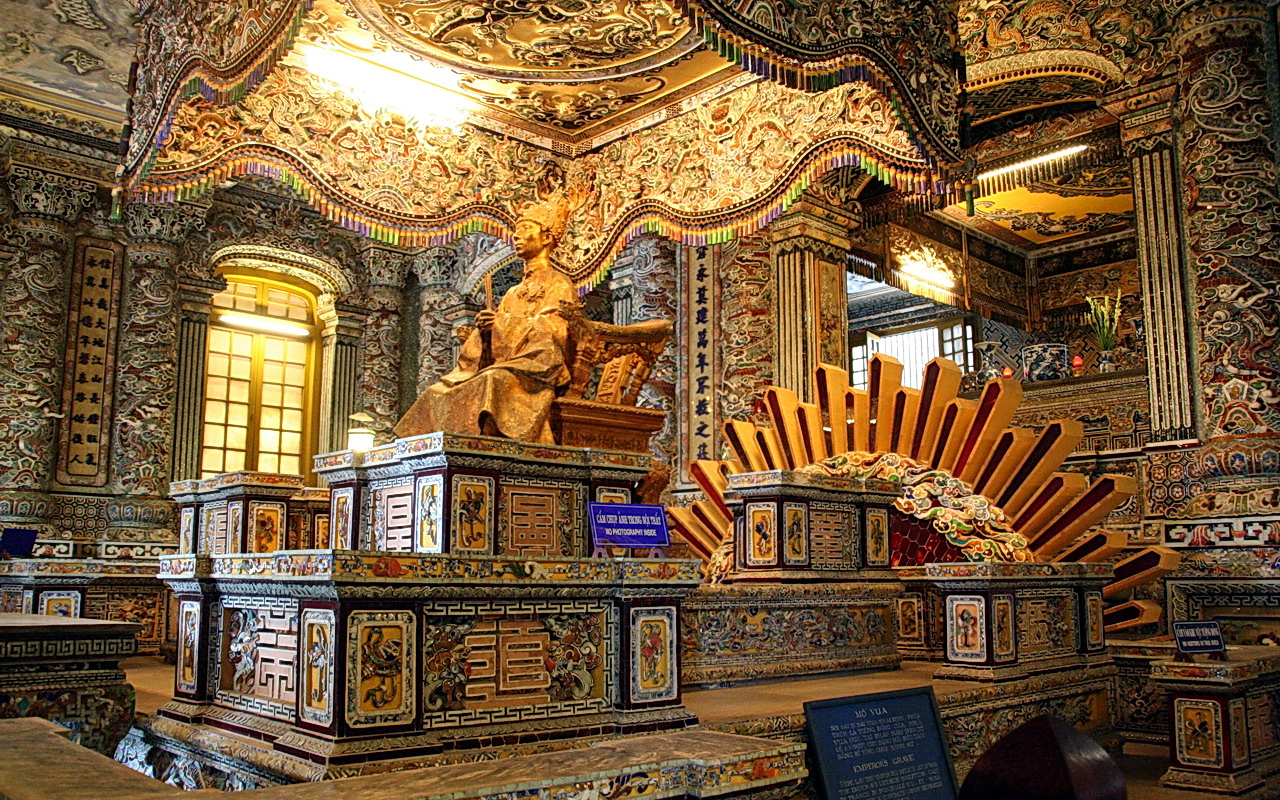
Huyệt Cung, bên dưới bức tượng đồng mạ vàng là mộ phần của nhà vua

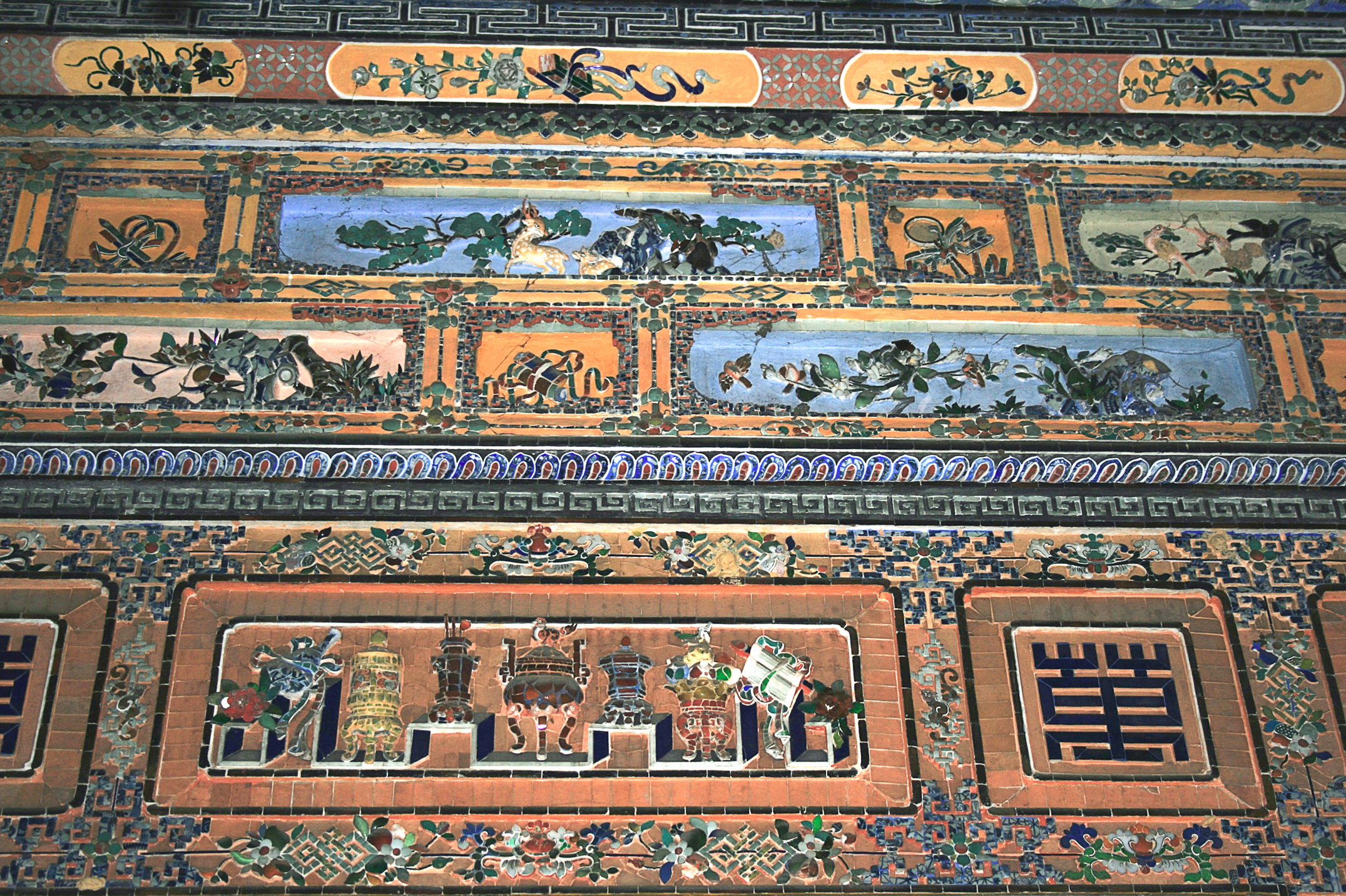
Nghệ thuật ghép sành sứ thủy tinh màu ở Ứng Lăng

Khải Định lên ngôi năm 1916 ở tuổi 31. Ngay sau khi lên ngôi, ông đã cho xây dựng nhiều cung điện, dinh thự, lăng tẩm cho bản thân và hoàng tộc như điện Kiến Trung, cung An Định, cửa Trường An, cửa Hiển Nhơn, cửa Chương Đức, đặc biệt là Ứng Lăng.
Để xây dựng sinh phần cho mình, Khải Định đã tham khảo nhiều tấu trình của các thầy địa lý cuối cùng đã chọn triền núi Châu Chữ làm vị trí để xây cất lăng mộ. Ở vị trí này, lăng Khải Định lấy một quả đồi thấp ở phía trước làm tiền án; lấy núi Chóp Vung và Kim Sơn chầu trước mặt làm "Tả thanh long" và "Hữu bạch hổ"; có khe Châu Ê chảy từ trái qua phải làm "thủy tụ", gọi là "minh đường". Nhà vua đổi tên núi Châu Chữ - vừa là hậu chẩm, vừa là "mặt bằng" của lăng - thành Ứng Sơn và gọi tên lăng theo tên núi là Ứng Lăng.
Lăng khởi công ngày 4 tháng 9 năm 1920 do Tiền quân Đô thống phủ Lê Văn Bá là người chỉ huy và kéo dài suốt 11 năm mới hoàn tất. Tham gia xây dựng lăng có rất nhiều thợ nghề và nghệ nhân nổi tiếng khắp cả nước như Phan Văn Tánh, Nguyễn Văn Khả, Ký Duyệt, Cửu Sừng... Để có kinh phí xây dựng lăng, vua Khải Định đã xin chính phủ bảo hộ cho phép ông tăng thuế điền 30% trên cả nước và lấy số tiền đó để làm lăng. Hành động này của Khải Định đã bị lịch sử lên án gay gắt.
Để xây lăng, Khải Định cho người sang Pháp mua sắt, thép, xi măng, ngói Ardoise..., cho thuyền sang Trung Hoa, Nhật Bản mua đồ sứ, thủy tinh màu... để kiến thiết công trình trên ngọn đồi này.

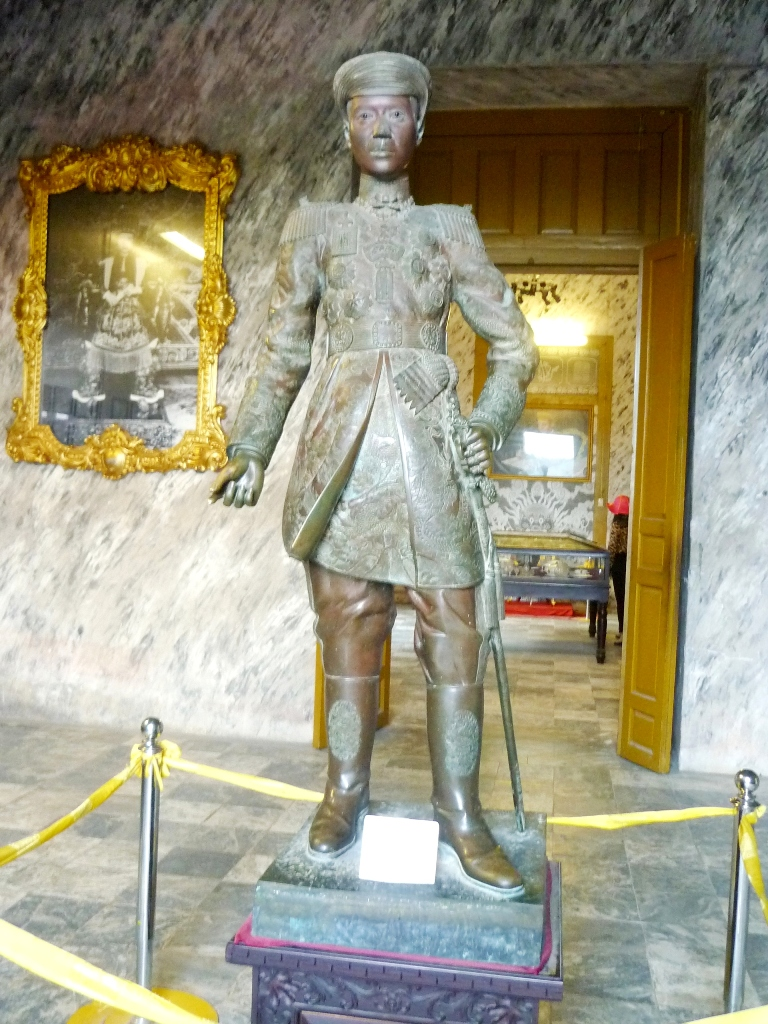
Tượng đồng vua Khải Định

## Kiến Trúc
So với lăng của các vua tiền nhiệm, lăng Khải Định có diện tích khiêm tốn hơn nhiều nhưng cầu kỳ về kiến trúc và trang trí mỹ thuật. Về kiến trúc, lăng Khải Định được người đời sau thường đặt ra ngoài dòng kiến trúc truyền thống thời Nguyễn bởi cái mới, cái lạ, cái độc đáo, cái ngông nghênh, lạc lõng... tạo ra từ phong cách kiến trúc. Sự xâm nhập của nhiều trường phái kiến trúc như Ấn Độ giáo, Phật giáo, Roman, Gothique... đã để lại dấu ấn trên những công trình cụ thể: 
- Những trụ cổng hình tháp ảnh hưởng từ kiến trúc Ấn Độ;
- Trụ biểu dạng phù đồ (stoupa) của Phật giáo;
- Hàng rào như những cây thánh giá khẳng khiu;
- Nhà bia với những hàng cột bát giác và vòm cửa theo lối Roman biến thể...

Điều này là kết quả của hai yếu tố: sự giao thoa văn hóa Đông - Tây trong buổi giao thời của lịch sử và cá tính của Khải Định.
Mặt bằng lăng hình chữ nhật (117m x 48,5m) xung quanh là hàng rào cao 3m bảo vệ. Toàn bộ khu tẩm điện và lăng mộ hòa chung với nhau thành 1 trục thống nhất, bố trí trên 7 tầng sân với 127 bậc cấp xây gạch.
Tầng dưới cùng là con đường chạy qua trước mặt lăng, vượt qua 37 bậc cấp mới đến cửa chính. Hệ thống bậc cấp chia thành 3 lối đi, 2 bên thành bậc đắp nổi 4 con rồng rất lớn, tư thế bò từ trên xuống.
Qua khỏi cửa chính là tầng sân thứ 2, hình chữ nhật (47m x 24,5m) được lát gạch ca rô. Hai bên sân có 2 nhà Tả, Hữu tòng tự, đều 3 gian, xây vách, mái lợp ngói liệt; trong thờ bài vị các công thần.
Đi lên tiếp 29 bậc cấp nữa là sân Bái đình (47m x 40,5m) ở tầng thứ 3. Phía trước là Nghi môn kiểu tam quan đồ sộ. Hai bên sân, mỗi bên có 2 hàng tượng gồm quan văn, quan võ, binh lính, ngựa, voi tạc bằng đá, đứng chầu. Bi đình đặt ở giữa phía cuối sân, xây hoàn toàn bằng bê tông, chia hai tầng mái, lợp ngói ardoise.  Phía trong bi đình có đặt bia làm bằng đá Thanh trên bệ đá kiểu chân quỳ. Bia cao 3,1m, rộng 1,2m, bệ bia cao 0,76m, rộng 0,85m, dài 2,1m, có khắc bài văn ca ngợi công đức vua Khải Định. Cả bia và bệ đều chạm khắc công phu, hình thức kiểu bia đá Huế truyền thống.
Tiếp theo sân Bái đình là 3 tầng sân cũng hình chữ nhật, lát gạch carô, mỗi tầng cách nhau 13 bậc cấp, thành bậc đều đắp 4 con rồng cùng tư thế bò từ trên xuống. Trên sân có các bồn hoa hình chữ nhật trồng các loại cây cảnh, đặc biệt ở tầng sân thứ 2 còn có 2 cột cờ bằng bê tông khá hiện đại dùng để treo cờ vào dịp lễ tết.
Ở tầng sân thứ 7, nằm ở cuối trục thần đạo và cũng là vị trí cao nhất của lăng là Cung Thiên Định (天定宮).

### Cung Thiên Định
Cung này ở vị trí cao nhất là kiến trúc chính của lăng, được xây dựng công phu và tinh xảo. Toàn bộ nội thất trong cung đều được trang trí những phù điêu ghép bằng sành sứ và thủy tinh. Đó là những bộ tranh tứ quý, bát bửu, ngũ phúc, bộ khay trà, vương miện... kể cả những vật dụng rất hiện đại như đồng hồ báo thức, vợt tennis, đèn dầu hỏa... cũng được trang trí nơi đây. 
Mặt bằng cung Thiên Định có hình chữ nhật (34,5m x 26,4m), nền lát đá cẩm thạch, chia làm 5 phòng. Hai bên là Tả, Hữu trực phòng dành cho lính hộ lăng với tường được quét giả màu đá cẩm thạch. Ba phòng giữa xếp theo hình chữ tam gọi là điện điện Khải Thành (啟成殿).
Phòng phía trước trong điện Khải Thành có đặt án thờ đúc bằng bê tông, phía trên có bức hoành đề tên điện. Toàn bộ 4 mặt tường được trang trí hết sức công phu bằng mảnh sành sứ ghép nổi với các đề tài bát bửu, tứ thời, ngũ phúc ghép với các câu thơ. Phòng chính giữa là bửu tán, pho tượng nhà vua ở trên và mộ phần phía dưới. Phòng trong cùng là khám thờ bài vị của vua.
Bên dưới bửu tán là pho tượng đồng của Khải Định được đúc tại Pháp năm 1920, do 2 người Pháp là P. Ducing và F. Barbedienne thực hiện theo yêu cầu của vua Khải Định. Thi hài nhà vua được đưa vào dưới pho tượng bằng một toại đạo dài gần 30 m, bắt đầu từ phía sau Bi Đình. Phía sau ngôi mộ, vầng mặt trời đang lặn như biểu thị cái chết của vua. Người chịu trách nhiệm chính trong việc kiến tạo những tuyệt tác nghệ thuật trong lăng Khải Định là nghệ nhân Phan Văn Tánh, tác giả của 3 bức bích họa "Cửu long ẩn vân" lớn vào bậc nhất Việt Nam được trang trí trên trần của 3 gian nhà giữa trong cung Thiên Định.

## Hình ảnh

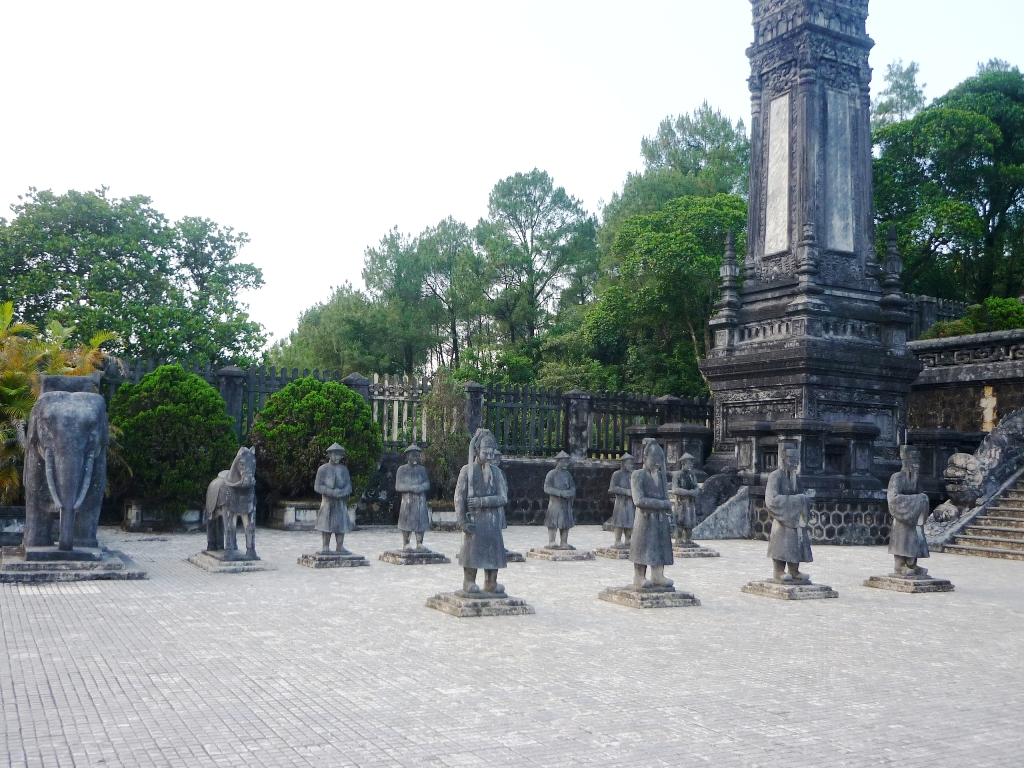
Tượng đá ở sân chầu trước Lăng Khải Định (trái)
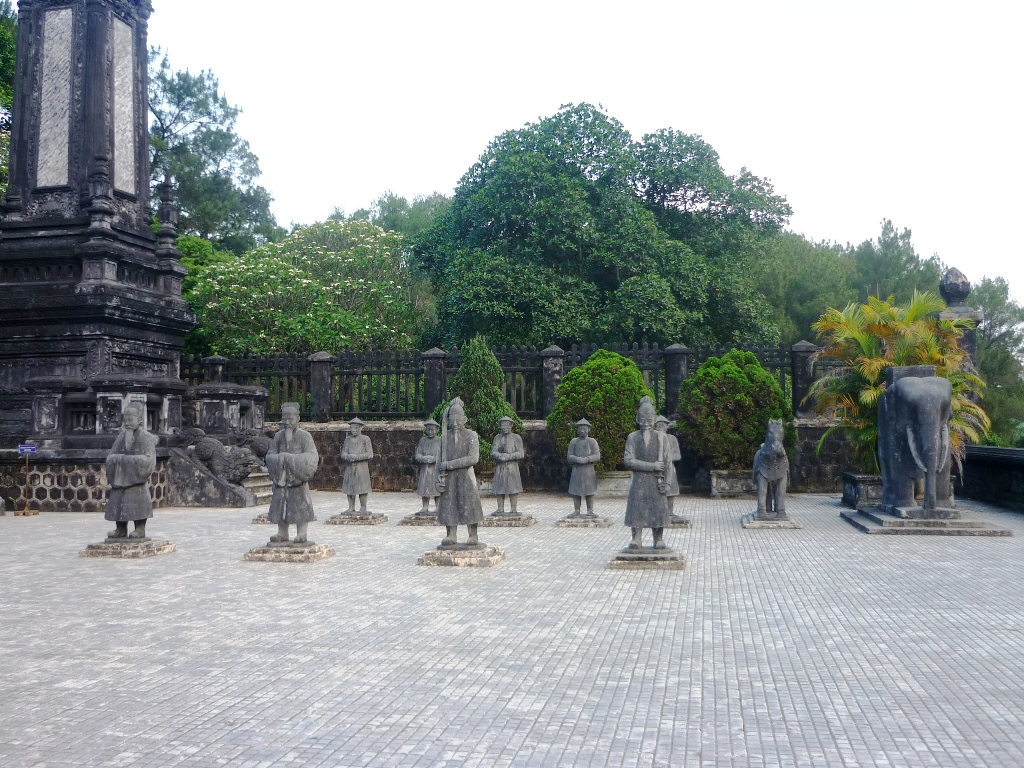
Tượng đá ở sân chầu trước Lăng Khải Định (phải)
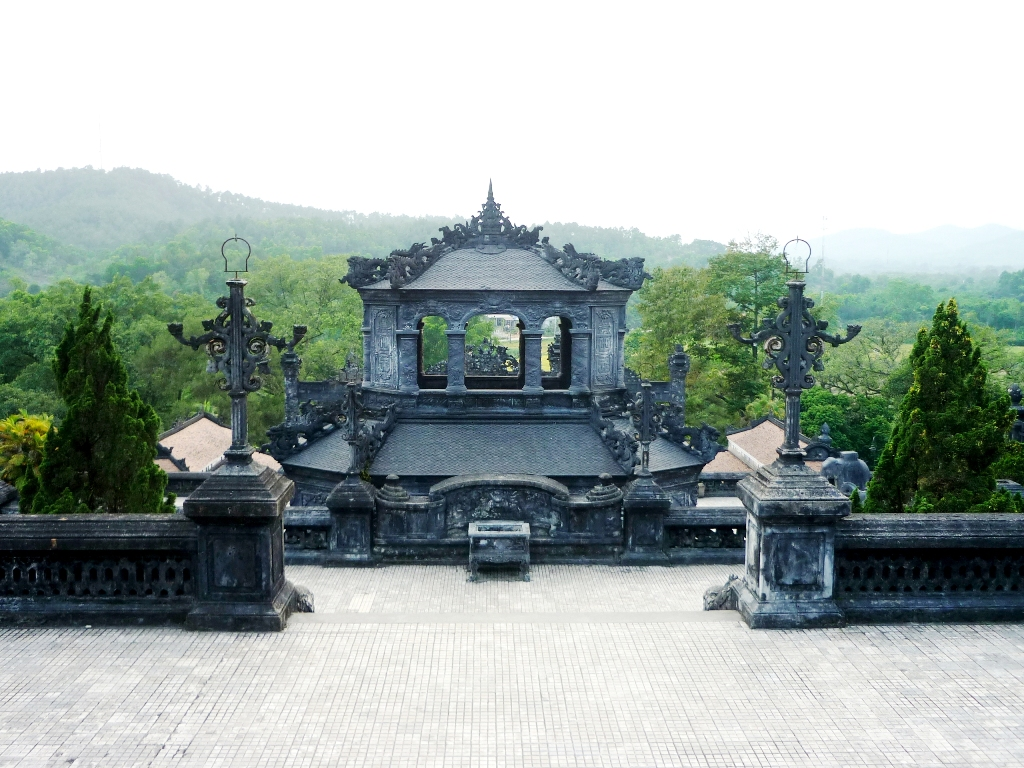
Bi đình nhìn từ tầng sân trên
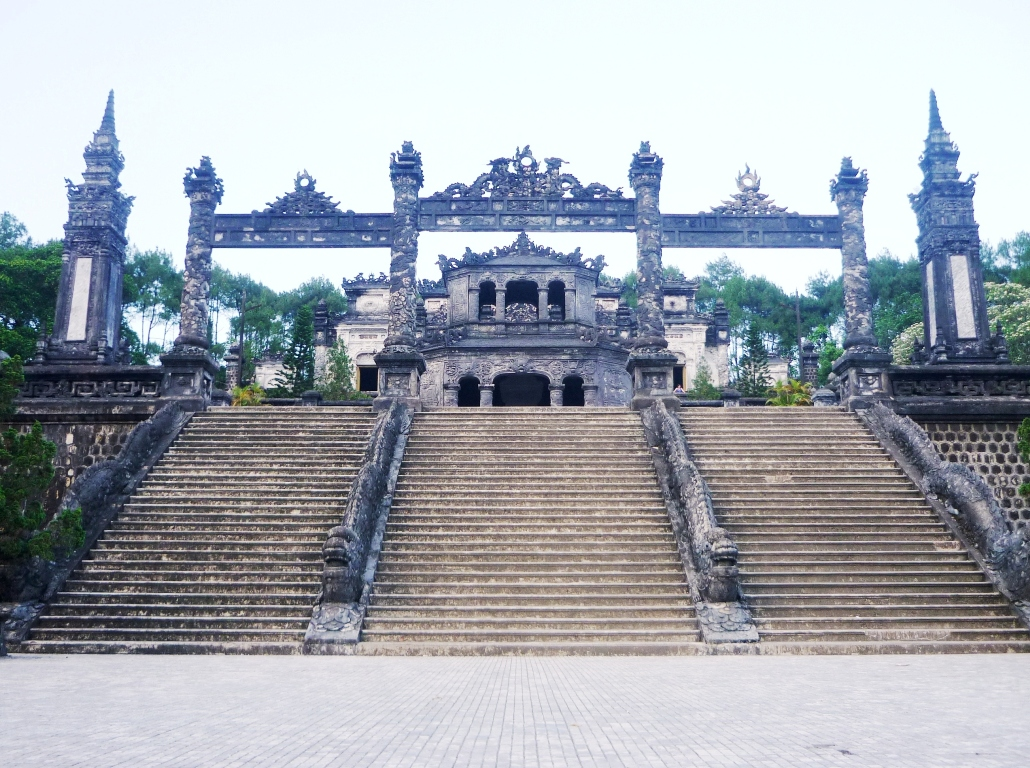
Nghi môn